# Portrait d'homme assis feuilletant un livre
Portrait d'homme assis feuilletant un livre est un tableau réalisé par la peintre italienne Lavinia Fontana en 1577-1578. Conservée au musée des Beaux-Arts de Bordeaux, en France, cette huile sur toile de format presque carré est un portrait de trois quarts d'un homme assis tenant la page d'un livre posé sur un bureau face à lui dans un intérieur. Longtemps considéré comme un membre de la famille Orsini, l'homme représenté est désormais associé à un érudit bolonais.

## Description et analyse
Portrait d'homme assis feuilletant un livre est une composition typique du portrait maniériste européen associant la minutie dans les détails à un espace architectural. On y voit un personnage masculin, assis dans un fauteuil et légèrement en retrait par rapport au bureau devant lui, qui est représenté dans un intérieur partiellement éclairé. Il est vêtu d’une robe de velours sombre bordée de fourrure. Les manches rouges, les poignets et la collerette en dentelle complètent une tenue d’un grand raffinement. L'exécution des étoffes est particulièrement soignée et minutieuse. Ces éléments vestimentaires témoignent du statut social élevé du personnage qui porte également un chapeau noir difficilement perceptible. La bague ornant le petit doigt de sa main droite, probablement frappée des armoiries familiales, renforce le caractère noble et d’appartenance à une élite. Le bureau recouvert d’un tissu foncé comporte un livre ouvert que feuillette l’homme avec sa main gauche, un carnet en dessous, une plume, un encrier, et un sablier. Celui-ci évoque une nature morte composée par l’ensemble des objets sur le bureau. Les objets représentés suggèrent que le modèle est un érudit, un humaniste, un homme cultivé et impliqué dans des activités intellectuelles. Le soin accordé aux détails renforce l’idée que ce portrait ne se contente pas de représenter une apparence, mais tend aussi à exprimer la personnalité et le caractère du sujet,.
L’arrière-plan, n’est pas simplement décoratif. Une ouverture architecturale dévoile ce qui semble être une bibliothèque ou bien un cabinet de curiosités, un espace symbolisant l’érudition et la richesse intellectuelle. La construction des différents plans est réfléchie et évoque l’ouverture intellectuelle du personnage représenté. Ce jeu de perspective, avec plusieurs pièces en enfilade, rappelle les techniques flamandes et les compositions de Denys Calvaert, tout en s’inscrivant dans l’influence italienne des Fontana. L’architecture intérieure, baignée d’une lumière subtile, participe à l’impression de profondeur et d’une certaine intemporalité de l’œuvre.
Le sens du détail, la minutie et la matérialité du tableau, observables dans le rendu des étoffes, des ombres et des jeux de lumière, font de cette œuvre un exemple remarquable de l’approche naturaliste de Lavinia Fontana. La lumière frontale permet de mettre l’accent sur le personnage richement vêtu, sur le bureau et les activités auxquelles il se consacre, puis d’attirer l’attention sur l’espace à l'arrière-plan d’où provient une autre source de lumière. L’espace intermédiaire est quant à lui plongé dans la pénombre. L’artiste combine un réalisme dans les détails à une organisation savante et symbolique de l’espace.

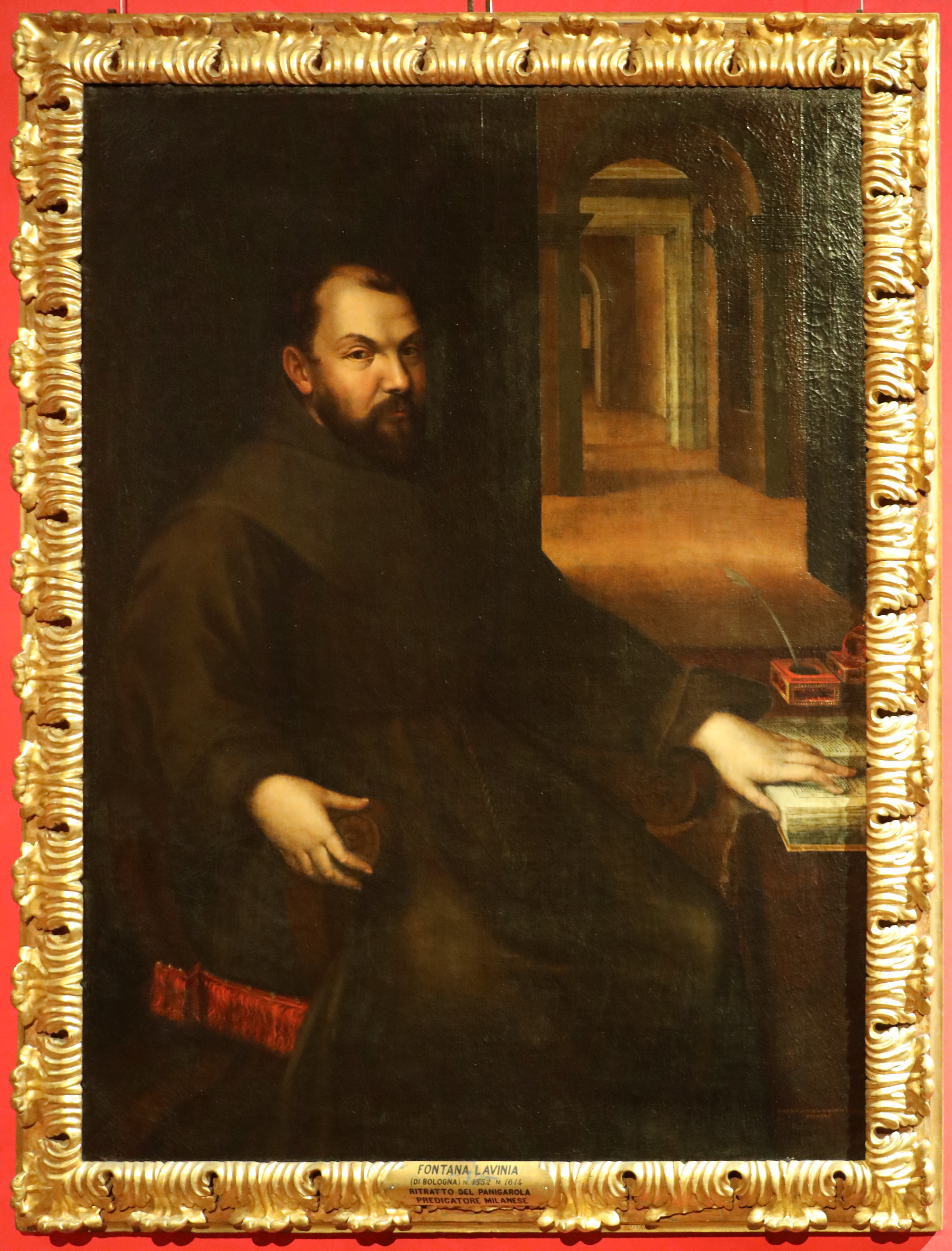
Lavinia Fontana, Portrait du Père Francesco Panigarola, 1585.

Le style maîtrisé de ce portrait dénote une triple influence maniériste : florentine, par son hiératisme rappelant le Portrait de Bartolomeo Panciatichi de Bronzino (v. 1540, Florence, Galerie des Offices) ; nordique, par la perspective concave s'ouvrant habilement vers le fond par la trouée des  portes et par une fenêtre à travers laquelle filtre une lumière tamisée ; et proprement émilienne, par le symbolisme du sablier (fuite du temps, évolution de la pensée, indication approximative de l'âge du modèle) présent par exemple dans le Portrait de philosophe du peintre parmesan Girolamo Mazzola Bedoli (1500-v. 1569 ; Londres, coll. Wollheim, repr. 1986, p. 68, n° 12), et par le jeu sensible de la main feuilletant le livre, à l'instar des gestes nerveux des personnages de Bartolomeo Passerotti (1529-1592). On retrouve une composition très voisine dans un autre tableau de Lavinia, plus austère, le Portrait de Panigarola, prédicateur milanais, conservé à Florence, palais Pitti (Galleria Palatina), avec le même motif du livre ouvert feuilleté par le modèle et l'enfilade de portes en haut à droite.
L’œuvre s’inscrit dans un contexte de commandes privées où Lavinia Fontana excellait, en particulier auprès de la noblesse et du clergé, consolidant sa réputation en tant que portraitiste capable de combiner symbolisme et virtuosité technique,,.

## Identité du modèle
A la question de l’identité du personnage, il était traditionnellement admis qu’il s’agit d’un sénateur membre de la famille Orsini. Cependant, des recherches plus récentes remettent en question cette attribution. Il pourrait s’agir d’un érudit bolonais, peut-être lié au cardinal Gabriele Paleotti, une figure influente et proche de la famille de l'artiste. Cette hypothèse est renforcée par les références intellectuelles présentes dans la composition et le lien étroit de Lavinia Fontana avec les milieux humanistes et ecclésiastiques. Il serait pertinent de voir si une étude plus précise du costume permet d’associer le modèle aux fonctions d’un dignitaire,,.

## Attribution de l'œuvre
L’attribution de ce tableau à Lavinia Fontana repose sur la signature inscrite sur le dossier de la chaise : Lavinia Fontana De Zappi Faciebat MDLXXV. Cette mention, cependant, soulève plusieurs questions. En effet, Lavinia n’a adopté le nom de Zappi, son époux, qu’après leur mariage en 1577. Par ailleurs, bien que l’inscription indique l’année 1575, la cohérence stylistique de l’œuvre avec d’autres tableaux de Fontana suggère qu’elle aurait été réalisée entre 1577 et 1579. La date pourrait donc être incomplète ou ajoutée postérieurement, une pratique relativement courante à l’époque,,.
Le tableau montre également des similitudes frappantes avec certaines œuvres de Prospero Fontana, père de Lavinia et qui fut son premier maître. Le Portrait d’une noble dame (Bologne, Museo Davia Borgellini) et le Portrait d’un cardinal (anciennement à Londres, Sotheby’s) présentent par exemple des compositions similaires, notamment dans l’organisation de l’espace et les jeux de lumière. Ce lien stylistique, combiné aux éléments de nature morte et à l’attention portée aux textures, suggère que Lavinia, dans ses premières années, s’est fortement inspirée des œuvres de son père, tout en développant son propre style,,.

## Vie du tableau
L'œuvre de Lavinia Fontana appartenait initialement à la collection de Denis Charles Henri Gauldrée-Boileau, marquis de Lacaze (1773-1830), avant d’être acquise par le Musée des Beaux-Arts de Bordeaux en 1829 grâce à son achat par la ville. Elle constitue aujourd’hui un exemple rare et précieux de l’art de Lavinia Fontana dans une collection publique française.
Le tableau Portrait d'homme assis feuilletant un livre est principalement documenté grâce à des catalogues d’expositions et des monographies sur l'œuvre générale de Lavinia Fontana. Il a fait l’objet de plusieurs prêts depuis son acquisition par le musée des Beaux-Arts de Bordeaux. Il a été présenté dans les expositions suivantes :
- Les Chefs-d'œuvre des Musées de Bordeaux, Galerie des Beaux-Arts, Bordeaux, 1952-1953[5].

- Women Artists 1550-1950, County Museum of Art, Los Angeles, 1976-1977[5].

- Si le Musée m'était conté… : Cent cinquante œuvres des réserves du Musée des Beaux-Arts, Galerie des Beaux-Arts, Bordeaux, 1983[5].

- Lavinia Fontana, Museo Civico Archeologico, Bologne, 1994[5].

- A tale of two women painters, Sofonisba Anguissola, Lavinia Fontana, Musée du Prado, Madrid, 2019-2020[5],[7].

- Lavinia  Fontana: Trailblazer, Rule Breaker , National Gallery of Ireland, Dublin, du 6 mai au 27 août 2023[3].

- Ingenious Women. Women Artists and their Companions. Exposition itinérante : au Bucerius Kunstforum à Hambourg, du 14 octobre 2023 au 28 janvier 2024 puis au Kunstmuseum de Bâle, du 2 mars au 30 juin 2024[3].